# Carlos Brito (político brasileiro)
Carlos Alberto Gomes de Brito foi ministro do Turismo do Brasil, no governo Jair Bolsonaro e, antes disso, foi diretor de Gestão Corporativa da Agência Brasileira de Promoção Internacional do Turismo (Embratur).

## Biografia
Carlos Alberto Gomes de Brito nasceu na cidade de Recife (PE).
Possui formação de técnico em Eletrotécnica pelo Instituto Federal de Pernambuco (IFPE), e de Administração com ênfase em Marketing na Faculdade para o Desenvolvimento de Pernambuco (FADEPE). Graduou-se em Administração de Empresas pela Faculdade Integrada de Pernambuco (FACIPE) e é especialista em Marketing e Publicidade pela Faculdade Maurício de Nassau de Pernambuco. 
Possui mais de vinte anos de experiência na área administrativa atuando como Diretor Executivo na iniciativa privada. Durante sua carreira, coordenou as áreas de recursos financeiros, físicos, tecnológicos e humanos das organizações. 
Ingressou no Instituto Brasileiro de Turismo — Embratur em 13 de junho de 2019, para exercer a função de Diretor de Gestão Interna. Com a transformação da Embratur em Agência Brasileira de Promoção Internacional do Turismo, passou a exercer o cargo de Diretor de Gestão Corporativa, período em que coordenou a reorganização administrativa da entidade, atuando ainda, como Diretor-Presidente, onde ficou até 24 de dezembro de 2019.

## Ministro do Turismo
Carlos Brito assumiu a função de Ministro do Turismo em 31 de março de 2022, e desde então geriu ações e programas com foco na recuperação e no fortalecimento do setor de turismo no país no cenário pós-pandemia, entre elas: qualificação profissional, a aplicação de recursos em infraestrutura turística e a promoção de destinos nacionais, além de parcerias público-privadas para a atração de investimentos ao turismo.